# Eckmar Hähnel
Eckmar Hähnel (* 30. April 1946 in Pirna; † 16. Oktober 2023) war ein deutscher Politiker (DDR-CDU, ab 1990 CDU) und Mitglied des Sächsischen Landtages.

## Leben
Eckmar Hähnel machte nach seinem Abschluss der Mittleren Reife nach der 10. Klasse eine Berufsausbildung zum Schlosser und Facharbeiter im Handel mit Abschluss. Von 1979 bis 1984 folgte ein Fernstudium der Staatswissenschaft mit Fachschulabschluss.
Ab 1965 war Eckmar Hähnel Vorsitzender der Abteilung Badminton des Turn- und Sportvereins Wehlen und ab 1990 Vorsitzender des Vereins. Er war Vorstandsmitglied des Sportausschusses beim Landesverband Sachsen der CDU.
Hähnel war evangelisch, verheiratet und hatte eine Tochter.

## Politik
Eckmar Hähnel trat 1966 der DDR-Blockpartei CDU bei. Ab 1974 war Hähnel Kreisgeschäftsführer der CDU in Pirna und ab 1985 der CDU in Sebnitz. Von 1974 bis 1990 war er Abgeordneter der Gemeindevertretung in Dorf Wehlen. Ab 1989 war er Kreistagsabgeordneter und ab Mai 1990 Mitglied im Kreisausschuss. Im Oktober 1990 wurde er für die CDU Sachsen über den Wahlkreis 33 (Sebnitz) mit einer Mehrheit von 62,3 Prozent in den Sächsischen Landtag gewählt. Dort war er unter anderem im Geschäftsordnungsausschuss, im Ausschuss für Schule, Jugend und Sport sowie im Ausschuss für Kultur und Medien tätig. Im Zusammenhang mit der Überprüfung der Abgeordneten auf eine Zusammenarbeit mit dem Ministerium für Staatssicherheit legte er am 21. Oktober 1991 sein Mandat nieder.